# Затвор (зброя)

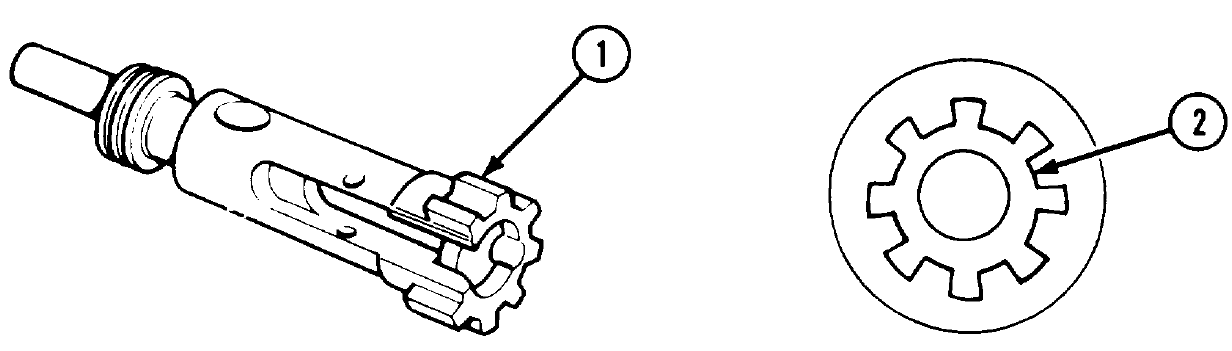
Затвор автоматичної гвинтівки М16

Затво́р, замо́к — деталь казеннозарядної вогнепальної зброї, виконана з твердого металу, що служить для замикання патрона в патроннику. Затвор також перезаряджає зброю, подаючи патрон у патронник. Після цього затвор замикається, провертаючись навколо своєї осі, при цьому бойові упори затвора входять у зчеплення з пазами ствольної коробки.

## Історія
Затвор з'явився разом з виникненням казеннозарядної вогнепальної зброї сучасного типу (більшість середньовічних гармат теж заряджалися з казни, але вони використовували знімні камори). Затвору передував замок, який еволюціонував від ґнотового й колісцевого до кременевого й капсульного. Із середини XIX ст. рушниці з затворами отримують поширення в арміях, витісняючи рушниці з кременевими й капсульними замками.

## Види затворів

### Поворотно-ковзний затвор

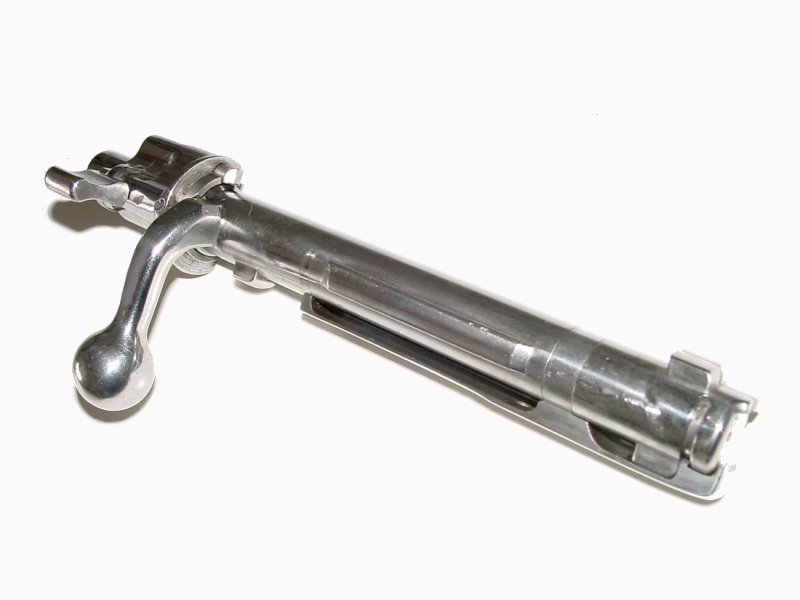
Затвор гвинтівки Mauser 98 в зборі

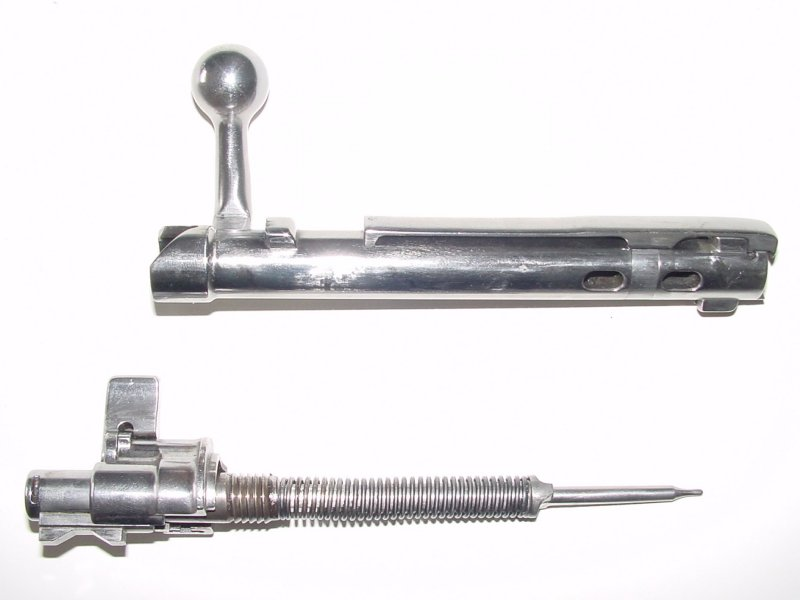
Затвор Mauser 98 у розібраному вигляді

Найпоширеніша система ручного затвора — подовжньо-ковзний поворотний затвор (англ. bolt-action).

#### Історія розвитку
Першу гвинтівку з ковзним затвором розробив 1824 року Йоганн фон Дрейзе (Johann Nikolaus von Dreyse). Гвинтівку Дрейзе прийнято на озброєння прусської армії в 1841. Нова гвинтівка дала прусській армії велику перевагу: у Битві при Кеніггрецем (нім. Schlacht bei Königgrätz) між прусською і австрійською арміями австрійці зазнали нищівної поразки, причому їх втрати перевищували втрати прусської армії вшестеро. В галузі стрілецької зброї почалася гонка озброєнь, з'явилися казеннозарядні гвинтівки конструкції Snider (1865), Werndl (1867), Terssen (1868), Reminton (1867), Chassepot (1868), Мартіні-Генрі (1871), Маузера (1871). Російська армія прийняла на озброєння гвинтівку системи Бердана (1868).

#### Типи конструкції
Існує три основні конструкції ковзного затвора: Маузер, Лі-Енфільд і Мосін-Наган. Ці системи використовують у переважній кількості моделей гвинтівок із ковзним затвором, винятки вельми рідкісні. Основні відмінності стосуються способу замикання ствола, ступеня обертання затвора і кількості упорів, що утримують затвор під час пострілу.

##### Маузер
Найпоширенішою системою є затвор системи Маузера, вперше застосований у гвинтівці Mauser M98 (1898). Окрім власне гвинтівок Маузера цю систему використовували в американській гвинтівці M1903 Springfield, японській Arisaka, англійській M1917 Enfield американського виробництва та інших.
Завдяки присутності третього упору в задній частині затвора, конструкція «Маузер» забезпечує надійніше замикання ствола при пострілі, в порівнянні з Лі-Енфільд або Мосін-Наган. Тому тільки Маузер дозволяє використовувати патрони підвищеної потужності типу «Магнум».

##### Лі-Енфілд
Англійський затвор Лі-Енфілд дає менш щільне замикання ствола, ніж затвор Маузера. В результаті, при незначному зниженні купчастості, помітно прискорюється процес перезарядження і, отже, темп стрільби. З іншого боку, ця система виключає використання патронів типу «Магнум».
Затвор має змінну головку, що дозволяє шляхом заміни головки міняти розмір патронника (англ. headspace), що, у свою чергу, дозволяє використовувати патрони різних конструкцій.
Окрім бойових гвинтівок Лі-Енфільд, що стояли на озброєнні країн Британської співдружності, затвор цього типу використовують у великій кількості конструкцій мисливської зброї.

##### Мосін-Наган
Затвор конструкції Мосін-Наган (1891) істотно відрізняється як від Маузера, так і від Лі-Енфілд. Конструкція затвора досить складна, але відрізняється міцністю і надійністю. Як і Лі-Енфілд, Мосін-Наган не допускає використання сучасних патронів типу «Магнум», проте стандартний російський патрон 7,62×54 мм R по своїй дії може бути порівнянний з деякими патронами типу «Магнум», наприклад 7 mm Remington Magnum.
Хоча в спеціальній спортивній зброї затвор Мосін-Наган не використовують, багато мисливців використовують модифіковані бойові гвинтівки Мосіна, що у великій кількості залишилися після Другої світової війни.

### Крановий затвор
Цей вид затвора забезпечує відкривання і закривання каналу ствола шляхом обертання затвора. Конструктивно, як правило, являє собою циліндр з поздовжнім вирізом, навколо осі, паралельної осі ствола. Не слід плутати його з поздовжньо-ковзним поворотним затвором, де використовують поворот для замикання і відмикання.

### Поворотний затвор
Замикання і відмикання затвора здійснюється його поворотом ліворуч або праворуч і заходженням бойових виступів затвора за відповідні виступи ствольної коробки або насадка ствола.

### Клиновий затвор
Це вид затвора забезпечує відкривання та закривання каналу ствола шляхом поступального руху затвора перпендикулярно осі ствола (вертикально або горизонтально). Застосовують у стрілецькій зброї рідко, але зате широко використовують в артилерії.

### Затвор-кожух
Використовують у самозарядних і автоматичних пістолетах, починаючи з моделі Browning M1900. Для досилання набою у патронник відтягується назад і відпускається.

### Хитний затвор
Забезпечує відкривання і закривання каналу ствола шляхом хитання затвора відносно осі ствола, тобто поперечного руху вгору-вниз його переднього кінця щодо казенного зрізу ствола, в той час, як задній його кінець постійно зчеплений зі стволовою коробкою за допомогою осі або фігурної поверхні, яка допускає його поворот.

### Рулонний затвор (Rolling block)
Використовували з 1865 в гвинтівках Remington Rolling Block.

### Поршневий затвор
Працює завдяки зчепленню нарізки поршня і нарізної частини казенного зрізу ствола. Залежно від конструкції поршня поршневі затвори поділяються на циліндричні, з суцільною або секторною нарізкою і конічні. Залежно від руху поршня при відкриванні поршневі затвори поділяються на однотактні, двотактні і тритактні.

### Гвинтова пробка-затвор, що опускається
Її використовували у гвинтівках Фергюсона, починаючи з середини 1770 років. Це була можливо перша в світі гвинтівка, тобто нарізна ручна вогнепальна зброя, яку прийняли на озброєння, випускали серійно (хоча й в невеликій кількості), застосували в війні і яка заряджалася не з дула, а з казенної частини. В цій гвинтівці застосували конічну гвинтову пробку-затвор, вставлену поперечно осі ствола. Пробка-затвор опускалась вниз, після пострілу, і піднімалась вверх, після заряджання кулею і порохом, за допомогою ручки знизу, яка оберталась.

### Вільний затвор
Вільний затвор — подовжньо-ковзний затвор, не зчеплений з нерухомим стволом під час пострілу.